# Château de Montsoreau - musée d'Art contemporain
Vous lisez un « bon article » labellisé en 2020.
Cet article concerne le musée d'Art contemporain. Pour le château de la Loire, voir Château de Montsoreau.
Le château de Montsoreau – musée d'Art contemporain est un musée privé d'art contemporain créé par le collectionneur Philippe Méaille, situé dans le val de Loire à Montsoreau. Installé dans le château de Montsoreau à la suite d'un accord signé avec le conseil départemental de Maine-et-Loire, il a été inauguré le 8 avril 2016. La collection du musée représente le plus important fonds mondial d'œuvres du collectif d'artistes conceptuels britanniques Art et Language.
Assemblée depuis le début des années 1990, la collection Philippe Méaille est parfois prêtée à des institutions ; elle était jusqu'en 2017 en partie exposée au musée d'Art contemporain de Barcelone (MACBA). La collection permanente est installée dans le château construit aux XVe et XVIe siècles et accueille des œuvres comme le manuscrit du livret de l'opéra Victorine ou les installations Mirror Piece et Air-Conditioning Show. Le musée a également une programmation annuelle d'expositions temporaires d'art contemporain et d'évènements.

## Histoire

### Histoire du château
Site historique en même temps que site culturel, le rocher (mont Soreau) sur lequel est construit l'actuel château a connu deux autres bâtiments, un temple ou villa romaine à l'époque gallo-Romaine et une forteresse construite en l'an mille par Foulques Nerra. À la charnière des provinces historiques de Touraine, Anjou et Poitou, cette dernière est un des pivots stratégiques de défense du territoire de l'Anjou et une zone de contrôle des flux de circulations sur la Loire.

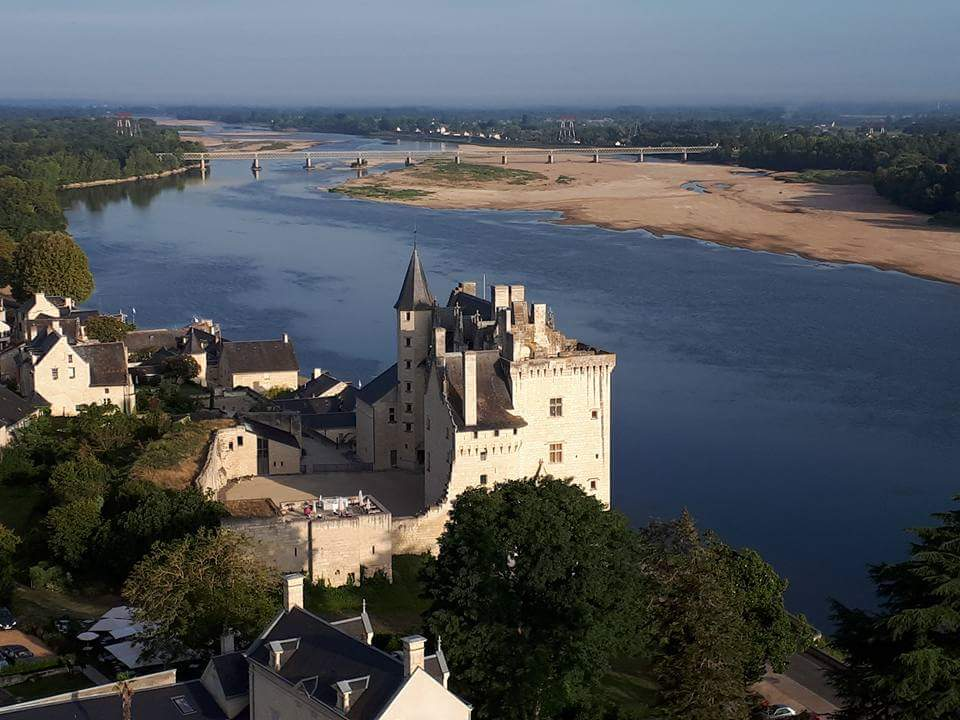
Vue aérienne du château de Montsoreau et de la Loire

Château de la Loire, le château de Montsoreau, dont la construction a nécessité la destruction de l'ancienne forteresse médiévale (afin de pouvoir asseoir le bâtiment sur le rocher), se situe au contact du fleuve. Ces travaux de construction, ordonnés ou facilités par Charles VII, interviennent alors que la guerre de Cent Ans se termine et que les anciennes forteresses évoluent de leur rôle militaire vers une utilisation résidentielle. Cette période charnière de l'évolution entre art gothique et art renaissance produit des bâtiments tels que les châteaux de Langeais, Chaumont-sur-Loire ou Montsoreau, dont la typologie et l'ordonnance sont proches des canons de la Renaissance, tout en conservant des éléments typiques d'une architecture militaire. Ce caractère résidentiel de grande demeure italienne, de même que le rapport que la construction entretient avec l'eau, est encore plus marqué à Montsoreau du fait que Jean II de Chambes, alors ambassadeur du roi de France à Venise, s'est certainement inspiré des modèles qu'il a vus,,. Jean II de Chambes est ainsi, avec Jacques Cœur, un des premiers seigneurs du Royaume à installer les principes de la Renaissance italienne en France,.
Le château fait partie du Val de Loire, territoire classé au patrimoine mondial de l'UNESCO en tant que paysage culturel vivant,. Son public est composé d'une clientèle aussi bien internationale, française que locale, d'Anjou et de Touraine. Il est le seul des châteaux de la Loire à être construit dans le lit même du fleuve.
De 1956 à 1999, le château de Montsoreau accueille le « Musée des goums marocains et des affaires indigènes du Maroc ».

### Création du musée
La collection Philippe Méaille est prêtée pour la première fois à une institution internationale en 2009, le MACBA. Elle fait l'objet en octobre 2014 d'une exposition rétrospective Art & Language Uncompleted: The Philippe Méaille Collection,,,. Cette exposition donne lieu à un catalogue auquel participent les artistes d'Art & Language, ainsi que des universitaires tels que Carles Guerra, alors conservateur en chef du MACBA, et Matthew Jesse Jackson, professeur au département d'Arts visuels et d'Histoire de l'art de l'université de Chicago. Au même moment, le conseil départemental de Maine-et-Loire lance un appel à projets pour envisager le devenir du château de Montsoreau dont la délégation de service public arrive à terme. D'une rencontre entre Philippe Méaille et Christian Gillet naît l'idée de doter le département d'un musée d'art contemporain et de faire de l'art contemporain un de ses axes de développement. Le 19 juin 2015, Christian Gillet rend la décision du conseil départemental, et Philippe Méaille présente avec lui le projet à la presse,,,. Le musée ouvre le 8 avril 2016.

### Travaux d'aménagement et de restauration

#### Restaurations duXXesiècle
Au début du XXe siècle, le château de Montsoreau est en ruine. En 1919, l'État et le Conseil général de Maine-et-Loire, grâce à l'intervention de Jean de Geoffre de Chabrignac, lancent une grande campagne de rachats puis de restauration menées sous la direction des Bâtiments de France. Les derniers travaux entrepris concernent les mises aux normes et l'accessibilité de ce monument historique pour tous les publics.

#### Espace muséal
De décembre 2015 à mars 2016, quatre mois de travaux de restauration précédent l'ouverture du musée. Le chantier porte sur l'intérieur du bâtiment (soit 2 000 m2) et a pour objectif de rénover les salles du château et de les transformer en salles d'exposition. Les travaux sont réalisés sous la direction de Dominique Latron, architecte des Bâtiments de France.
La première étape concerne le démontage de la précédente scénographie. Des travaux de maçonnerie sont effectués sur l'intégralité des parois : pose d'enduits, et les badigeons de chaux, extrêmement dégradés, sont repris à la fleur de chaux selon les techniques traditionnelles. Lors des travaux de réaménagement d'un ancien local de stockage, les maçons mettent au jour une cheminée datant d'environ 1450. La restauration de cette cheminée est actuellement à l'étude avec les bâtiments de France. L'ensemble du réseau électrique et d'éclairage est refait afin de souscrire aux normes muséales.

## Collection permanente

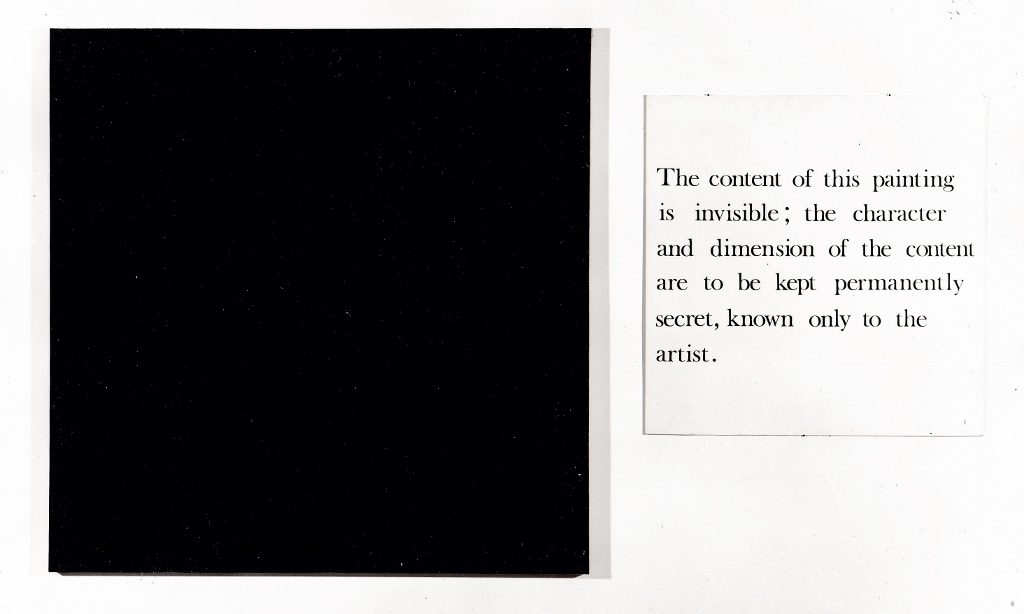
Art & Language (Mel Ramsden), Secret Painting, 1967.

La collection Philippe Méaille représente le plus important fonds mondial d’œuvres de Art & Language,. Il constitue la collection du musée et est installé sur les deux premiers niveaux du musée. Cette collection est composée exclusivement d'œuvres du collectif d'artistes Art & Language. Une convention avec la Tate Modern de Londres autorise, dès l'ouverture, la projection d'un film coproduit par cette institution et la fondation Bloomberg dans les espaces d'exposition du musée.

### Art and Language

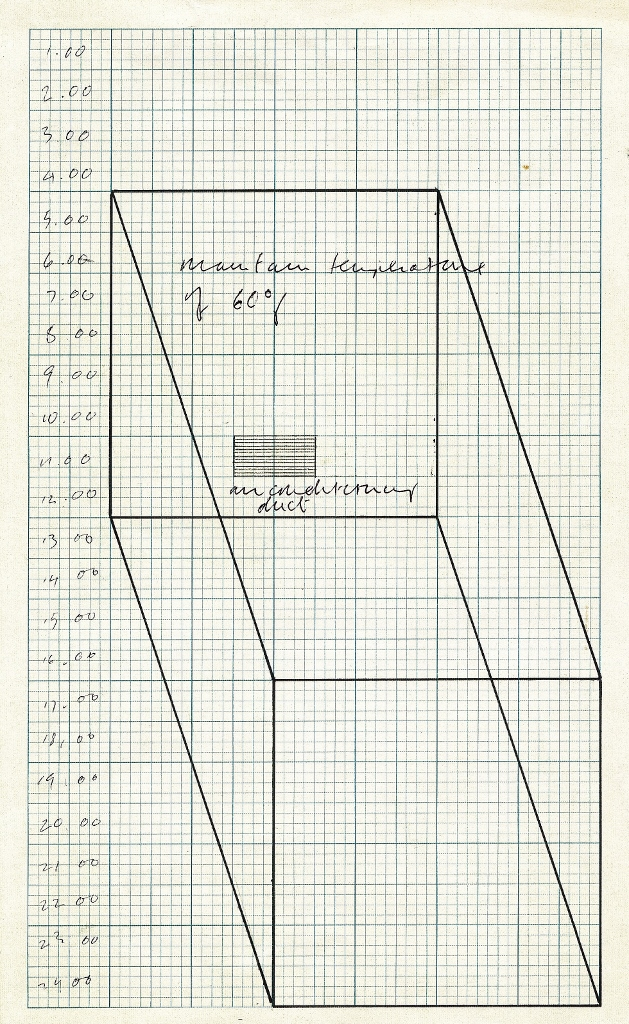
Art & Language (Michael Baldwin), Certificat pour Air-Conditioning Show, 1966-67.

Fondé en 1968, Art & Language, qui tire son nom du journal Art-Language, est un collectif constitué d’artistes britanniques, américains et australiens,. Leurs interrogations corrosives sur le statut de l’artiste, de l’œuvre d’art ou même de l'institution font d'eux des figures parmi les plus radicales de l'histoire de l'art de la seconde moitié du XXe siècle. Même si Marcel Duchamp a fourni une matière première à partir de laquelle l'art conceptuel a pu se développer, selon Catherine David et Alfred Pacquement, ce collectif « a tenu un rôle essentiel dans la naissance » de ce qui est désormais appelé art conceptuel et est encore actif, actuellement représenté par Michael Baldwin et Mel Ramsden,.
Le nom « Art & Language », aussi bien dans sa signification que dans son positionnement, est resté instable. Son positionnement est, selon les historiens de l'art et les critiques d'art, celui d'un groupe ou d'un collectif d'artistes mais aussi celui d'un mouvement artistique ou d'une pratique artistique et littéraire,, ; les artistes, quant à eux, ont défini leur intention comme une tentative d'échapper à la personnalité héroïque de l'artiste en précisant que la création individuelle n'existait pas. Sa signification est davantage vue comme une pratique discursive et critique, que comme une analyse des liens entre l'art et le langage.
Répondant à une question sur la valeur du texte dans les arts visuels, un des artistes de Art & Language dit :

« "Une image vaut mille mots", ceci est un vieux cliché en anglais. Le philosophe Donald Davidson suggère ainsi que l'on ne peut pas échanger une représentation picturale contre une représentation verbale, parce qu'elles n'ont pas la même unité d'échange. Je suis d'accord avec cela. Mais que se passe-t-il si l'image représente mille mots ? Ici, il y a peut-être une ambiguïté. »

— Art & Language, art press - janvier 2017
En 1968, les fondateurs du groupe adoptent donc ce terme générique dans le but de manifester leur volonté d'anonymat et de contenir leurs diverses activités artistiques. Au cours du temps, jusqu’à une cinquantaine d’artistes s’associent à Art & Language, notamment : Terry Atkinson, David Bainbridge, Michael Baldwin, Ian Burn, Charles Harrison, Joseph Kosuth, Sol LeWitt, Philip Pilkington, Mel Ramsden, Dave Rushton, Mayo Thompson, Kathryn Bigelow, Dan Graham et Lawrence Weiner,,. En 1977, lorsque Mayo Thompson, leader du groupe de rock expérimental The Red Krayola quitte le collectif, celui-ci reste composé de Michael Baldwin, Charles Harrison et Mel Ramsden.

### Œuvres

#### Mirror Piece

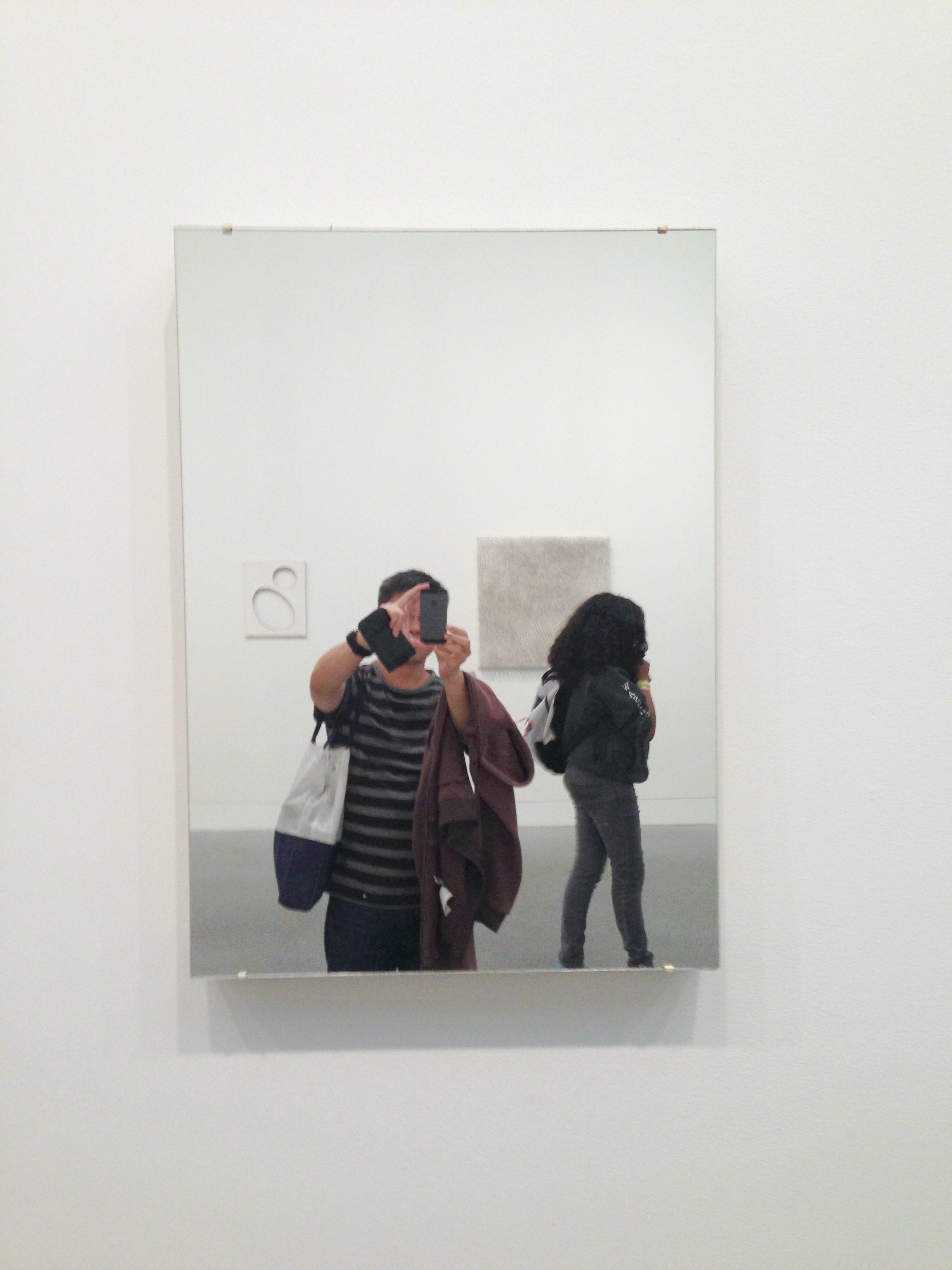
Art & Language, Mirror Piece, 1965.

L'œuvre Mirror Piece est une installation de dimension variable composée de miroirs. Cette œuvre de Michael Baldwin datée de 1965 a été exposée pour la première fois à Coventry en 1966. Elle est intégrée au corpus d'œuvres de Art & Language lors de la fondation du groupe en 1968. Des variantes de cette œuvre existent dans les collections de la Tate Modern ou de la National Gallery of Victoria,.

#### Victorine
L'opéra Victorine a été écrit entre 1981 et 1983 par Art & Language et la musique composée par Mayo Thompson (leader du groupe Red Krayola) est restée inachevée. Art & Language commence l'écriture de Victorine au début des années 1980, à la demande d'une chaîne de télévision allemande intéressée par filmer sa représentation lors de l'ouverture de la Documenta 7 en 1982. Ce projet est finalement abandonné faute d'organisation, mais en 1983, le libretto est complété. Il est publié pour la première fois en 1984 dans la revue Art-Language, et sa première traduction française est publiée dix ans plus tard par la galerie nationale du jeu de paume, alors dirigée par Alfred Pacquement. Victorine a été représenté en 2012 durant la biennale du Whitney Museum, et le manuscrit de l'opéra est conservé au château de Montsoreau – musée d'Art contemporain.

#### Air-Conditioning Show
Air-Conditioning Show est une œuvre qui apparaît pour la première fois en 1966 sous forme de textes. C'est Robert Smithson qui en 1967 aide Michael Baldwin à faire publier l'œuvre dans le magazine new yorkais Arts Magazine. Dans cet article, Michael Baldwin est présenté comme « un écrivain et artiste intéressé par la non-exposition ». L'installation est réalisée pour la première fois en 1972 dans une exposition organisée par Joseph Kosuth à la School of Visual arts Gallery de New York. Dans un article de The Independent, le critique d'art Charles Dewent note que cette œuvre « date le moment à partir duquel les arts visuels en Grande-Bretagne commencent à devenir non-visuels, où le simple fait d'être visuel devient suspect ». Les manuscrits de l'œuvre sont conservés à la Tate Modern, alors que l'installation se trouve au château de Montsoreau – musée d'Art contemporain.

#### RevueArt-Language

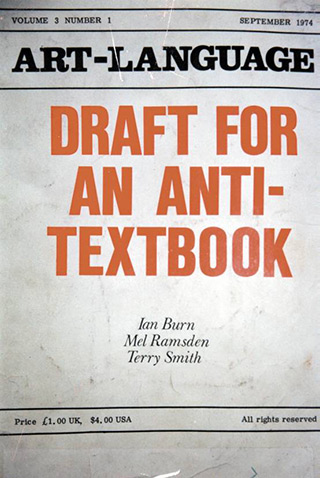
Art & Language: Art-Language, Vol.3 Nr.1, 1974.
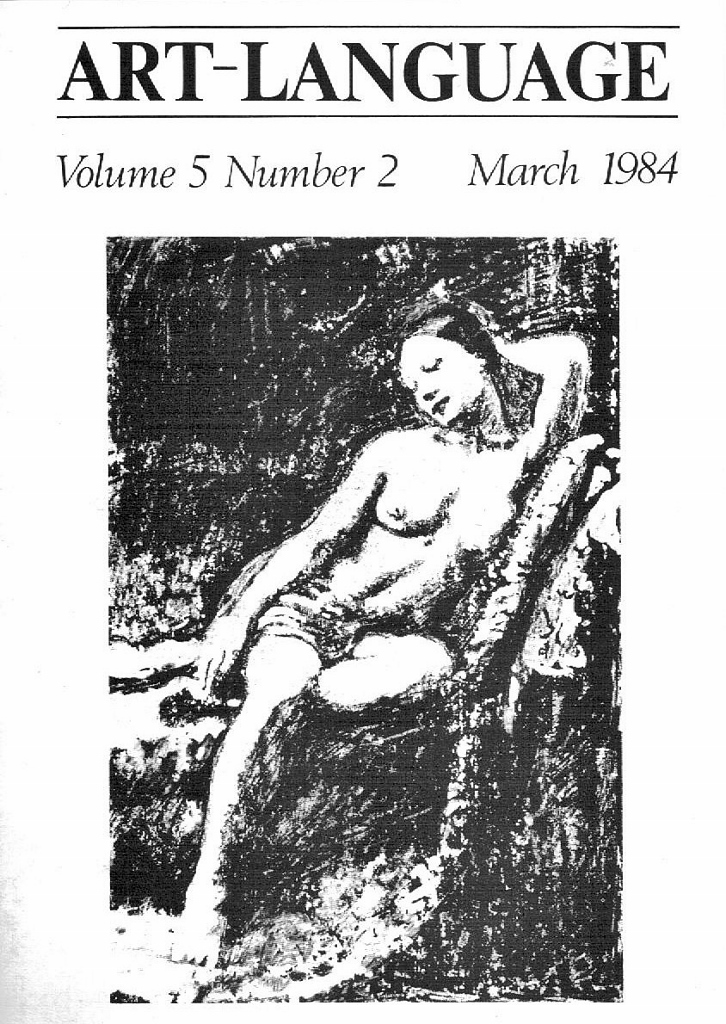
Art & Language, Victorine, couverture de Art-Language Vol.5 Nr.2, mars 1984.
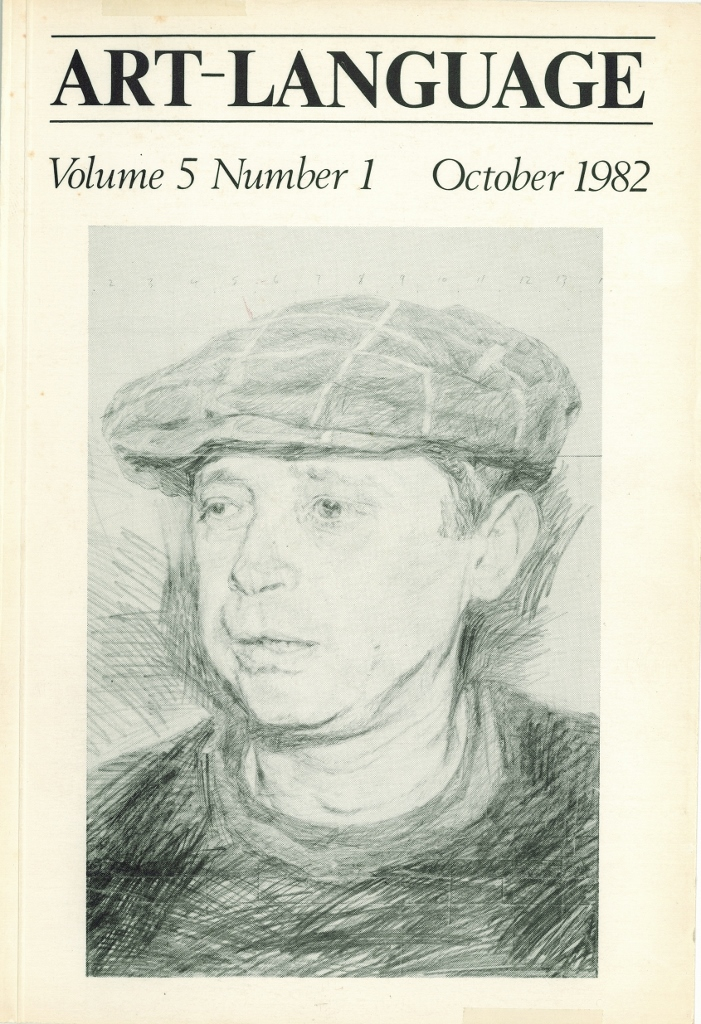
Art & Language, Art-Language Vol.5 Nr.1, 1982.
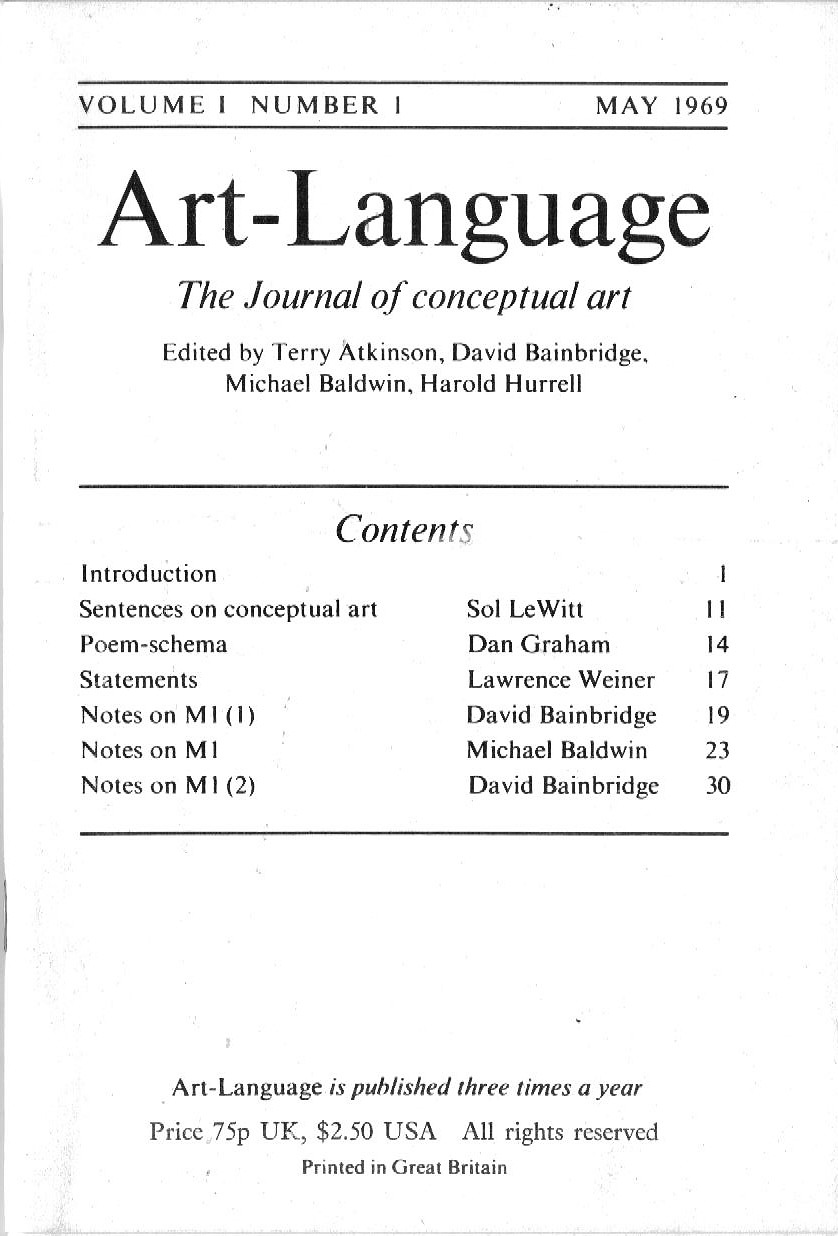
Art & Language, Art-Language The Journal of Conceptual Art, Vol.1 Nr.1, 1969.

### Critiques

#### Carles Guerra
Dans le communiqué de presse édité à l'occasion de l'exposition dont il était commissaire au MACBA, Carles Guerra déclare, :

« En plus d'être affectée par l'attitude des artistes, cette collection l'est encore davantage par la perspective archéologique avec laquelle elle a été assemblée. »

— Carles Guerra, Art & Language Uncompleted (communiqué de presse)

#### Bartomeu Mari et Fabrice Hergott
Dans l'éditorial de l'ouvrage Art & Language Uncompleted - The Philippe Méaille Collection, Bartomeu Mari et Fabrice Hergott, respectivement directeurs du MACBA et du musée d'Art moderne de la ville de Paris, écrivent conjointement :

« La Collection Philippe Méaille avec l’hétérogénéité des supports qui compose les œuvres, parmi lesquelles se trouvent les peintures produites au début des années 80 et d'autres typologies de pratiques artistiques, évite toute idée de transformer les artistes de Art & Language en caricatures de l'art conceptuel. »

— Bartomeu Mari et Fabrice Hergott, Art & Language Uncompleted - The Philippe Méaille Collection

## Expositions et activités

### Expositions temporaires
Un cycle d'expositions temporaires permet aux visiteurs de découvrir l'art contemporain des années 1960 à nos jours.
- 2016 : Agnès Thurnauer, Une histoire de la peinture[47],[48].
- 2017 : Ettore Sottsass, Designer du monde[49],[50],[51],[52].
- 2018 : Art & Language, Reality (Dark) Fragments (Light)[53],[54].
- 2018 : Exposition collective, 1968: Sparte rêve d'Athènes, Victor Burgin, Maria Marshall, Edward Ruscha, Dan Graham, Bernar Venet, Tony Smith, Claes Oldenburg, Art & Language, Les Levine[55],[56],[57].
- 2019 : Art & Language, Mappa Mundi[58].
- 2019 : Roman Signer[59],[60].
- 2019 : Charlotte Moorman. Think Crazy[61].
- 2020 : Home From Home[62].
- 2020 : Jacques Halbert, Cerises[63].
- 2021 : Kenneth Goldsmith, 1996[64].
- 2021 : Didier Fiúza Faustino, Tomorrow's Shelter[65].
- 2022 : Patrick Tosani, Introspective[66].
- 2022 : Exposition collective, Fous de Proust[67],[68].
- 2022 : www.art-language.org[69].
- 2023 : Art & Language. Locus (non) Solus[70].
- 2023 : Art & Language. Mascarade[71].
- 2024 : Exposition collective, Le Décathlon d'Apollon[72].
- 2025 : Art & Language: Entretien avec un humoriste obéissant[73].
- 2025 : Les Flottants[74].

### Prix François-Morellet
En avril 2016, le château de Montsoreau – musée d'Art contemporain crée le prix François-Morellet en hommage à François Morellet en collaboration avec les Journées nationales du livre et du vin. Il est décerné chaque année à une personnalité pour ses écrits sur l’art.
Lauréats :
- 2016 : Catherine Millet, rédactrice en chef de Art Press[77].
- 2017 : Michel Onfray, philosophe[78].
- 2018 : Éric de Chassey, directeur de l'Institut national d'histoire de l'art (INHA)[79].
- 2019 : Bernar Venet, artiste[80].
- 2020 : Kenneth Goldsmith, artiste[81].
- 2021 : Orlan, artiste[82].
- 2022 : Bernard Marcadé, historien de l'art[83].
- 2023 : Michel Hazanavicius, réalisateur et scénariste[84].
- 2024 : Laurent Le Bon, conservateur[85].
- 2025 : Hans Ulrich Obrist, critique d'art[86].

### Conférences
- 2016 :
  - Philippe Méaille, Forumidable, ENSCI, Paris[87].
  - Art & Language, Philippe Méaille, Guillaume Desanges. Expo Chicago, États-Unis[88].
  - Performance du Jackson Pollock Bar : Entretien avec Victorine Meurent[89].
- 2017 :
  - Christophe Le Gac : Ettore Sottsass super-héros du design, Château de Montsoreau – musée d'Art contemporain, Montsoreau[90].
  - Philippe Méaille, La Valeur de l'art, École nationale supérieure des beaux-arts de Paris, Paris[91].
  - Fabien Vallos, Arnaud Cohen, Antoine Dufeu, Chloé Maillet, Protest 1517-2017, Château de Montsoreau – musée d'Art contemporain[92].
- 2018 :
  - Alexia Guggémos, Entretien, L'Histoire de l'art pour les nullissimes (éditions First), Château de Montsoreau – musée d'Art contemporain[93].
- 2019 :
  - Étienne Candel et Nicolas Lelièvre, Rencontre, La poésie est-elle morte ?, Château de Montsoreau – musée d'Art contemporain[94].
- 2022 :
  - Rencontre avec Denis Muzet[95].
- 2024 :
  - Léa Bismuth et Laurent de Sutter, Audace et Déception. Château de Montsoreau – musée d'Art contemporain, Montsoreau[96]

### Animations
- 2017 : Wild Gardens – Hommage à Miriam Rothschild

En 2017, les jardins du château, d'une superficie d'un hectare, situés en bords de Loire sont transformés en jardins sauvages,, en hommage à Miriam Rothschild (1908-2005), botaniste dont les études ont profondément modifié l’approche traditionnelle des jardins, en s'interrogeant sur la possibilité de créer des jardins « naturels »,. Sa propriété d’Ashton Wold (en), située au nord de Londres, était un véritable laboratoire pour mener ses expériences sur l’environnement et créer ces « wild gardens », aujourd’hui si répandus. Délaissant la technique, la chimie et l’interventionnisme, le jardin sauvage privilégie la sociabilité des plantes indigènes et préserve la faune environnante.

### Museum Week
Depuis 2017, le château de Montsoreau – musée d'Art contemporain participe à la Museum Week et à la Nuit des musées.
| Museum Week         |                 |             |             |                |            |            |               |
| date                | lundi           | mardi       | mercredi    | jeudi          | vendredi   | samedi     | dimanche      |
| ------------------- | --------------- | ----------- | ----------- | -------------- | ---------- | ---------- | ------------- |
| 2017 19 au 25 juin  | #FoodMW         | #SportsMW   | #MusicMW    | #StoriesMW     | #BooksMW   | #TravelsMW | #HeritageMW   |
| 2018 23 au 29 avril | #WomenMW        | #CityMW     | #HeritageMW | #ProfessionsMW | #KidsMW    | #NatureMW  | #DifferenceMW |
| 2019 13 au 19 mai   | #WomenInCulture | #SecretsMW  | #PlayMW     | #RainbowMW     | #ExploreMW | #PhotoMW   | #FriendsMW    |
| 2020 11 au 17 mai   | #DreamsMW       | #TogetherMW | #AnimalsMW  | #RobotsMW      | #ClimateMW | #GiftsMW   | #StoriesMW    |

### Accueil des publics
En 2017, le Château de Montsoreau - musée d'Art contemporain obtiennent la marque qualité tourisme. 
Le Château de Montsoreau – Musée d’Art Contemporain a obtenu en 2024 le label « Culture libre – Bronze » décerné par Wikimédia France. Cette distinction récompense les institutions qui favorisent un usage éthique et ouvert du numérique, en partageant librement leurs contenus culturels avec le plus grand nombre. 

### Politique de prêt
Le château de Montsoreau – musée d'Art contemporain mène une politique active de prêts auprès de musées français et internationaux.
- 2014 : Art & Language, Made in Zurich, Galerie Bernard Jordan et Jill Silverman van Coenegrachs, Paris, Zurich, Berlin[104].
- 2016 : Art & Language – Kabakov, The Non Objective world, Art Basel, Suisse[105].
- 2016 : Art & Language – Kabakov, The non objective world, Gallery Sprovieri et Jill Silverman Van Coenegrachs, Londres, Angleterre[105].
- 2016 : Collection MACBA 31, MACBA, Barcelone, Espagne[106].
- 2016 : Art & Language, Paintings I, 1966 - These Scenes 2016, Galerie Carolina Nitsch, New York, États-Unis[107].
- 2017-2018 : Soulèvements, Galerie nationale du jeu de paume, Paris, Barcelone, Buenos Aires, Mexico, Montréal[108].
- 2017 : La Comédie du langage, Galerie contemporaine, Chinon, France[109].
- 2017 : Art & Language, Kangaroo, Fondation Vincent van Gogh, Arles contemporain, Arles, France.
- 2017 : Luther und die avant-garde, Wittenberg, Berlin, Kassel, Allemagne[110].
- 2017 : Art & Language, Homelessstuff, Galerie Rob Tufnell, Cologne, Allemagne[111].
- 2017-2018 : Art & Language, Ten Posters: Illustration for Art-Language, CCCOD, Tours, France[112],[113].
- 2021- 2022 : Napoléon? Encore!, Musée de l'Armée, Paris, France[114].
- 2022 : Documenta Institut, Kassel, Allemagne[115].
- 2023 : Ian Burn, Mamco, Suisse.
- 2024 : Lacan, l'exposition, Centre Pompidou Metz, France.

### Identité

#### Muséologie

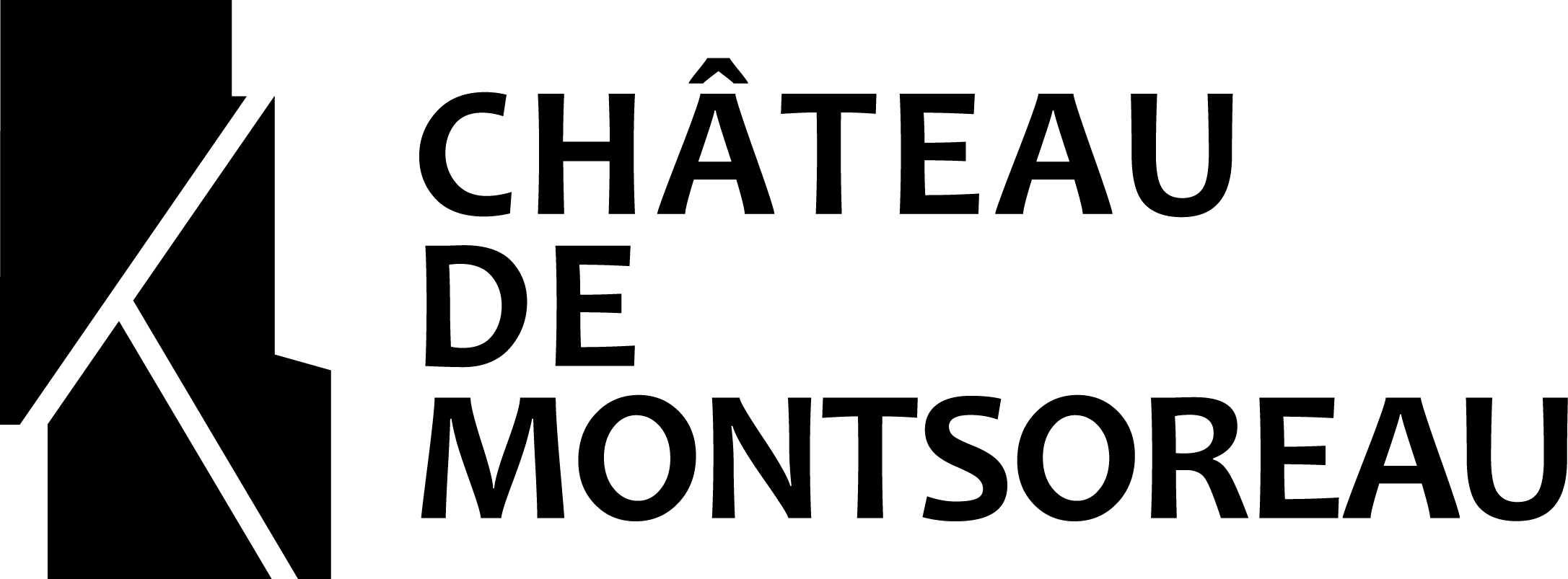
Logo du château de Montsoreau – musée d'Art contemporain, création le 15 mars 2016.

La phase de restauration du château de Montsoreau et d'installation des œuvres de la collection permanente est accompagnée d'une phase d'étude de la future identité du musée par Gwenaëlle de Kerret (sémiologue et docteur en sciences de l'information et de la communication). Cette étude, menée initialement pour organiser une réflexion sur les parallèles ou les oppositions existants lors de l'évolution d'un site touristique en site culturel, met en évidence une réalité plus complexe : 

« Lors des débats initiaux avec les commanditaires du projet, la problématique était centrée sur la difficile intégration d'une collection d'art contemporain savante, dans un château historique et touristique. Cet enjeu limitait la réflexion à l'idée de contraires inconciliables: culture versus tourisme, austérité versus hédonisme. Mais lors de l'étude de public et des workshops, il est apparu que cette opposition masquait un imaginaire au potentiel beaucoup plus riche. »

— Gwenaëlle de Kerret, Design thinking et sémiologie.
La nouvelle identité graphique du musée est validée en mars 2016 de même que les choix curatoriaux, qui sont orientés par « l'utopie du « musée imaginaire » d’André Malraux », dont il disait que c'était nécessairement un lieu mental. Ainsi, le musée s'appuie sur sa collection d'art conceptuel et sur un bâtiment que Philippe Méaille définit comme un « lieu de vie » pour faire évoluer le rapport conventionnel contemplatif des visiteurs de l'œuvre d'art vers une participation des visiteurs à l'œuvre,.

#### Urbanisme

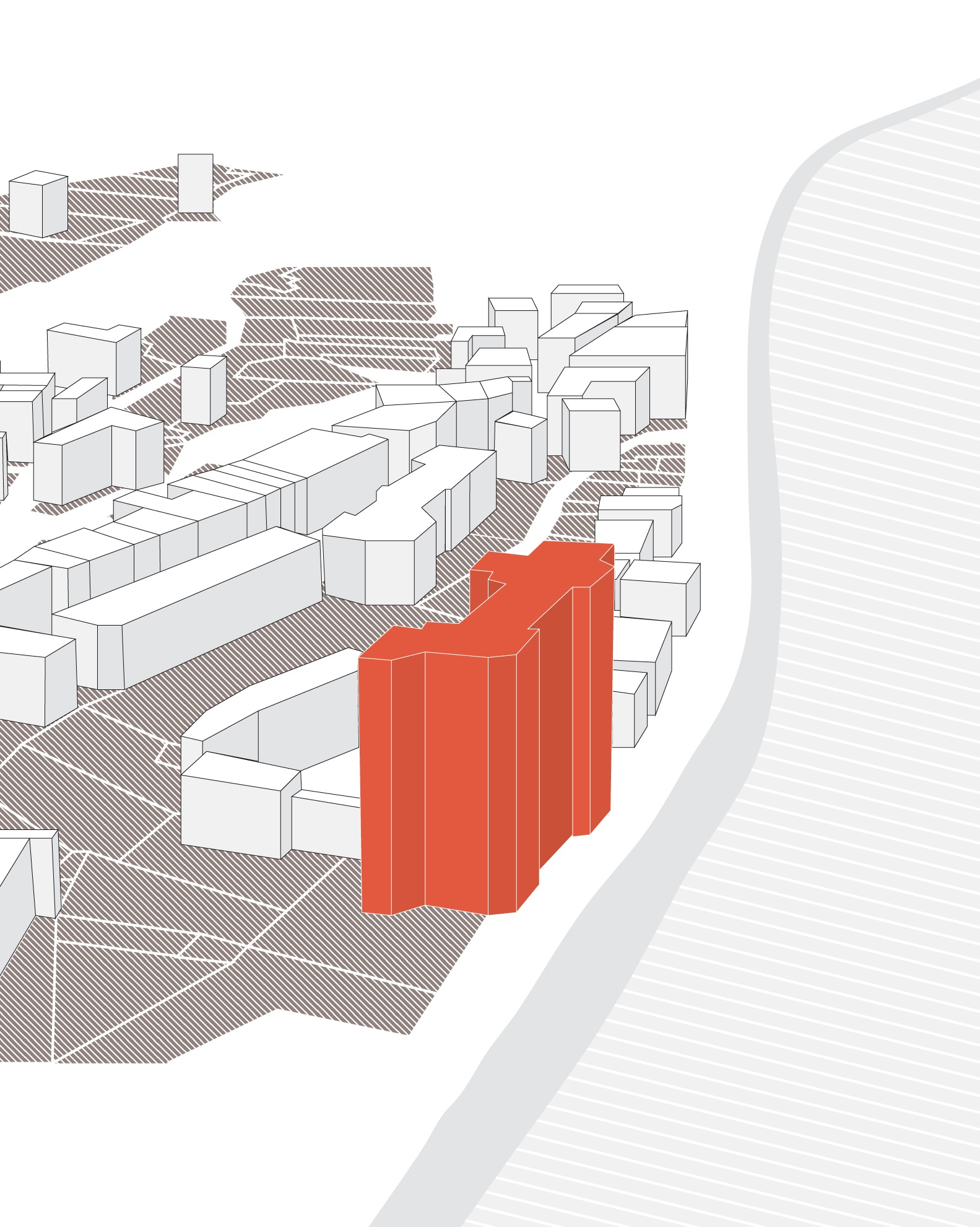
Localisation du château de Montsoreau dans le village.

Parallèlement à la définition de l'identité du musée, une réflexion est menée sur la présence d'un musée d'art contemporain dans un village comme Montsoreau. Cette réflexion a lieu entre les artistes de Art & Language, l'association des bâtiments de France, le musée et une partie des élèves de l'école Camondo pendant l'année universitaire 2015-2016,. Les résultats des recherches des élèves, tant sur le plan de l'architecture intérieure du bâtiment que sur l'impact potentiel du projet sur l'urbanisme de la cité, sont présentés lors d'une exposition en juillet 2016. Afin de réintégrer le bâtiment dans l'urbanisme du village, le musée redessine ses jardins afin de leur assigner un projet idéologique et d'en assurer une gratuité d'accès autant pour ses visiteurs que pour les habitants. En mai 2017, le musée dévoile, pendant la biennale du Val de Loire (dédiée cette année-là aux jardins), la nouvelle version de ses jardins créés en hommage à la scientifique Miriam Rothschild, qui est notamment botaniste. Selon les préceptes de l'illustre botaniste, ceux-ci mettent ainsi en avant la nature sauvage du jardin et visent à créer un écosystème avant d'être décoratifs. C'est aussi en mai 2017 que le musée restaure son accès à la Loire et inaugure son port afin de, selon Philippe Méaille, « construire une offre culturelle fluviale, en partenariat avec les mariniers du fleuve, et signifier la Loire autrement. »,,,.

#### Développement durable
Le chantier de restauration qui précède l’ouverture du château de Montsoreau – musée d'Art contemporain prend en compte la dimension environnementale dans ses différents aspects, :
- remplacement de l’éclairage traditionnel par un système d’éclairage LED, utilisant moins d’énergie et plus respectueux de l’environnement[22] ;
- badigeon d'enduits à la chaux sur la pierre de tuffeau permettant l'autorégulation hygrométrique du bâtiment[131] ;
- isolation des fenêtres et des combles du château[22] ;
- absence de système de chauffage et de climatisation[22].

Dans le cadre de son activité muséographique, le musée veille également au recyclage et à la réutilisation des déchets liés aux expositions temporaires et mène des campagnes de sensibilisation à l’économie de l’eau auprès de ses visiteurs.

## Polémiques

### Installation du musée
Philippe Méaille, installé en Anjou depuis 15 ans, travaille avec le président du conseil départemental de Maine-et-Loire sur la création d'un musée d'art contemporain et sur la possibilité d'installer sa collection dans le château de Montsoreau, propriété départementale située en bord de Loire. Après six mois d'études des différents dossiers de reprise, des fuites dans la presse suscitent une polémique. Frédéric Béatse, alors tête de liste socialiste aux élections régionales, regrette que la majorité de droite du département de Maine-et-Loire « brade les bijoux de famille ». « C'est d'autant plus choquant », ajoute l'élu socialiste, « que Jacques Auxiette [président de la région Pays de la Loire] avait proposé au conseil départemental un partenariat entre l'Abbaye de Fontevraud et Montsoreau pour rendre tout ce secteur saumurois encore plus attractif ». Christian Gillet, président du conseil départemental de Maine-et-Loire, rend sa décision le vendredi 19 juin 2015 et donne les clés du château de Montsoreau à Philippe Méaille par l'intermédiaire d'un bail emphytéotique,. Il engage en même temps une réflexion sur l'art contemporain comme un des axes de développement culturel et touristique du département de Maine-et-Loire.

### Déclaration d'indépendance de la Catalogne
Le référendum portant sur l'indépendance de la Catalogne se tient le 1er octobre 2017. Les jours suivants, Carles Puigdemont, alors président de la Généralité de Catalogne, annonce qu'en cas d'issue positive du référendum, il proclamera l'indépendance de la Catalogne. Dès le 4 octobre, afin d'éviter une fuite des dépôts, les principales banques catalanes engagent des procédures de transfert de leurs sièges sociaux hors de Catalogne. Malgré les enjeux économiques importants, le 10 octobre 2017 Carles Puigdemont déclare l'indépendance de la Catalogne, et suspend immédiatement ses effets afin de maintenir un dialogue avec Madrid. Dès le lendemain, le 11 octobre, le château de Montsoreau – musée d'Art contemporain annonce qu'il met un terme au prêt consenti par Philippe Méaille au MACBA et le rapatriement de sa collection, alors que celle-ci était prêtée depuis 2009 à l'institution catalane, ; le musée arguant de l'instabilité politique et du risque juridique porté par cette déclaration. Cette information est le jour même reprise par les principaux journaux espagnols et les jours suivants par les journaux nationaux étrangers,. Le MACBA annonce prendre acte de la décision de Philippe Méaille en précisant que la sécurité des œuvres était assurée et qu'elle n'avait jamais été remise en question, alors que des voix, dont celle de l'écrivain catalan Albert Forns, s'élèvent pour dénoncer un calcul de la part du collectionneur.

## Publications
- Rod Mengham, Un tour chez Agnès Thurnauer, Montsoreau, Château de Montsoreau – musée d'Art contemporain, 2016.
- Art & Language, Entretien avec Victorine Meurent, Montsoreau, Château de Montsoreau – musée d'Art contemporain, 2016.
- Art & Language, Presque un abri pour des choses sans abri, Montsoreau, Château de Montsoreau – musée d'Art contemporain, 2017.
- Fabien Vallos, Philippe Méaille, Antonia Birnbaum, Fabrice Hergott et Louise Hervé et Chloé Maillet, Protest 1517-2017, Montsoreau, Château de Montsoreau – musée d'Art contemporain, 2017 (ISBN 9782955791707).
- Matthew Jesse Jackson, Art & Language et Marie-Caroline Chaudruc, Art & Language Reality (Dark) Fragments (Light), Montsoreau, Château de Montsoreau – musée d'Art contemporain, 2018 (ISBN 9782955791721)[142].
- Art & Language, Home from Home, Château de Montsoreau - musée d'Art contemporain, 2020.